# フレスポ福知山
フレスポ福知山（フレスポふくちやま）とは、大和リースと京滋マツダを設置者として手がける、京都府福知山市篠尾に2009年（平成21年）11月12日にオープンしたショッピングモールである。

## 概要
フレスポとは、大和リースの流通建築リース事業部が手がけるショッピングモールに名付けられ、「フレスポ」の名称の由来は、Friendly Spotによる。国道9号線沿いの福知山の中心部に出店した。
敷地の一角にくら寿司が京都府北部地区に初出店した。これをもって福知山市内に回転寿司業界のトップ3の店舗が揃った。（ただし2013年10月にかっぱ寿司福知山店が閉店、東舞鶴店（舞鶴市）に統合された）

## 店舗施設

### テナント
- フレッシュバザール フレスポ福知山店
- ドラッグユタカ フレスポ福知山店
- ハニーズ 福知山店
- マックハウス リラクシング フレスポ福知山店
- ジーユー フレスポ福知山店
- バースデイ フレスポ福知山店
- 100円ショップセリア フレスポ福知山店
- ABCマート フレスポ福知山店
- 京滋マツダ 福知山店
- くら寿司 福知山店
- ビリオン珈琲 福知山店
- たから弥 福知山店
- HAIRTIQUE U5 GRACE
- 京都銀行・京都北都信用金庫・但馬信用金庫 ATM

### 開店時間
- フレッシュバザール フレスポ福知山店   8:00~24:00
- ドラッグユタカ フレスポ福知山店   9:00~22:00
- ハニーズ 福知山店  10:00~20:00
- マックハウス リラクシング フレスポ福知山店   10:00~20:00
- ジーユー フレスポ福知山店   11:00~20:00（土日祝は10:00~20:00）
- バースデイ フレスポ福知山店   10:00~19:00
- 100円ショップセリア フレスポ福知山店   10:00~20:00
- ABCマート 福知山店   10:00~20:00
- 京滋マツダ 福知山店   9:00~19:00
- くら寿司 福知山店   11:00~23:00（土日祝は10:20~23:00）
- ビリオン珈琲 福知山店   7:00~24:00
- たから弥 福知山店   10:00~20:00
- HAIRTIQUE U5 GRACE   9:00~18:00

### 駐車場
- 収容台数　240台 
7:30から24:30
- 自動車の出入口の数　
4箇所
- その他
駐輪場収容台数　139台[1]
荷さばき施設の面積　206平方メートル
荷さばき可能時間帯
株式会社さとう　ほか　6:00 - 22:00
株式会社京滋マツダ　24時間
廃棄物等の保管施設の容量　49.1立方メートル

## 交通アクセス
- 西日本旅客鉄道（JR西日本）山陰本線・福知山線、京都丹後鉄道宮福線 福知山駅
- 京都交通 フレスポ福知山前バス停
- 国道9号

## 出店・閉店
- 2020年3月：「カプリチョーザ フレスポ福知山店」閉店